# Orellana de la Sierra
Orellana de la Sierra es un municipio español, perteneciente a la provincia de Badajoz (comunidad autónoma de Extremadura).

## Situación
Esta villa se extiende entre la falda de la sierra de Orellana y el embalse de Orellana. Los pueblos más cercanos son Orellana la Vieja (a 4 km.) y Navalvillar de Pela (a 9 km). La superficie del término es de 16,7 km² y su altitud máxima es de 403 metros. Pertenece a la comarca de Vegas Altas y al Partido judicial de Villanueva de la Serena.
Junto a Orellana de la Sierra se puede localizar el Embalse de Orellana, que es el más grande de los situados en el tramo medio del Río Guadiana, está regulado por los de Embalse de García de Sola y Embalse de Cíjara  y por el transvase del Embalse del Zújar y Embalse de La Serena; con una superficie de 42.600 ha.

## Historia
Data del siglo XIV, posiblemente poblada antes por los musulmanes.
En 1594 formaba parte de la Tierra de Trujillo en la Provincia de Trujillo
A la caída del Antiguo Régimen la localidad se constituye en municipio constitucional en la región de Extremadura. Desde 1834 quedó integrado en el Partido judicial de Puebla de Alcocer. En el censo de 1842 contaba con 149 hogares y 596 vecinos.
A mediados del siglo XX el municipio era conocido como Orellanita.

## Fiestas Patronales
Fiestas en honor al Santísimo Cristo de la Salud (fiestas de la Cruz) el 3 de mayo y Fiestas del emigrante (primeros días de agosto)

## Demografía
Orellana de la Sierra cuenta con una población de 261 habitantes (INE 2024).
| Gráfica de evolución demográfica de Orellana de la Sierra entre 1842 y 2021 |
| |
| Población de derecho según los censos de población del INE. Población de hecho según los censos de población del INE.En estos censos se denominaba Orellana la Sierra: 1842, 1857, 1860, 1877, 1887, 1897, 1900, 1910 y 1920. En estos censos se denominaba Orellana la Sierra u Orellanita: 1930, 1940 y 1960. En estos censos se denominaba Orellana de la Sierra u Orellanita: 1950 y 1970. |

## Monumentos y lugares de interés
- Fortaleza-Palacio de García Bejarano, construido en granito y hoy en día esta totalmente restaurado, pero su uso es de carácter residencial. Pasado el tiempo, los Bejaranos cambiarán su nombre por el de Orellana y la fortaleza pasó, más tarde, a pertenecer al Duque de la Roca.
- Iglesia Parroquial del Espíritu Santo, en la Archidiócesis de Mérida-Badajoz, Diócesis de Plasencia, arciprestazgo de Navalvillar de Pela.[6] Edificada con mampostería encalada y originaria del siglo XV.